# Bartolomé de los Mártires
Bartolomeu Fernandes, que adoptó el nombre religioso de Bartolomeu dos Mártires Fernandes, O. P. (Lisboa, 3 de mayo de 1514-Viana do Castelo, 16 de julio de 1590) fue un fraile dominico y teólogo portugués que llegó a ser nombrado arzobispo de Braga y santo de la Iglesia católica.

## Biografía
Era de familia acomodada y piadosa. Fue bautizado en la iglesia de los Mártires de Lisboa, por lo que añadió ese nombre al suyo cuando ingresó en la Orden de Predicadores, más conocida como Dominicos, el día de san Martín de 1528, en el convento de Lisboa. Profesó los votos el 20 de noviembre de 1529. De ingenio precoz, destacó como latinista y fue destinado a la enseñanza de la filosofía y la teología durante unos doce años en el studium conventual del monasterio de Batalha. En 1552, fue llamado a Évora para ejercer la función de tutor de D. Antonio, sobrino del rey Juan III y futuro Prior de Crato y fracasado pretendiente a la Corona portuguesa, en un colegio fundado por el cardenal Enrique bajo la dirección de sacerdotes jesuitas; esta experiencia le sirvió para desarrollar sus relaciones políticas y enriquecer su espiritualidad con la mística ignaciana. Había alcanzado un conocimiento muy profundo de Summa Teologica de Tomás de Aquino, como se infiere de los apuntes de han quedado de sus lecciones, y en 1551 fue elegido socio del provincial para el Capítulo General de la Orden en Salamanca; allí recibió además los grados de doctor y maestro en Sagrada Teología. 
El convento de Santo Domingo de Benfica (Lisboa) le eligió como prior, y allí enseñó. Quedó vacante la sede primada de Braga, para la cual lo quería la reina Catalina de Habsburgo, y lo nombraron obispo de la misma, pese a su resistencia, merced a la presión que sobre él ejerció su provincial, fray Luis de Granada. Lo nombraron arzobispo el 27 de enero de 1559.
Partidario de restaurar la pureza evangélica por medio de reformas eclesiásticas, entre 1561 y 1564 participó activamente en el concilio de Trento, donde combatió a favor de que los obispos residieran obligatoriamente en su diócesis correspondiente, debate muy controvertido y disputado. Al fin lo logró el 15 de julio de 1563, cuando se promulgó el decreto sobre la obligatoriedad de residencia. En Roma, además, amistó con el joven cardenal y futuro santo Carlo Borromeo, quien sufragó la publicación de su manuscrito Stimulus Pastorum (Lisboa, 1565), una de sus más importantes obras, donde delinea el modelo ideal del pastor de almas. Esta obra y su Compendium spiritualis doctrinae (1582), publicado a instancias de fray Luis de Granada, son las más importantes del dominico.
En 1562 fue elegido para organizar el Índice de libros prohibidos. Escribió un catecismo en portugués para el pueblo llano que se hizo tan famoso como en el dominio hispánico el del padre Jerónimo de Ripalda o el de Gaspar Astete. Fue partidario de la llamada corrección fraterna: amonestar a los herejes en secreto, en lugar de enviarlos al Santo Oficio o de juzgarlos en tribunales episcopales; con eso, fue posible salvar al individuo de una sentencia más severa y de la humillación y la exposición pública. Su afán limosnero y preocupaciones sociales lo volvieron muy popular, con fama de santo, y en el momento de la peste de 1570 se negó a obedecer al rey y al cardenal que le habían ordenado abandonar Braga, prefiriendo velar por los enfermos y los sanos que allí estaban. Su celo contrarreformista fue tal que cada trienio hacía una visita pastoral a las 1260 parroquias de la archidiócesis y promovió eventos formativos para sacerdotes y laicos, relanzando la importancia de la catequesis. Fundó un seminario diocesano, el primero según los requerimientos de la Contrarreforma. En 1582 fue aceptada la renuncia como arzobispo que había entregado en 1581 al papa Gregorio XIII y se trasladó a vivir al convento de Viana do Castelo, donde falleció el 16 de julio de 1590. 
Enseguida le escribieron biografías sus compañeros de orden: fray Luis de Granada, fray Luis de Cacegas y fray Luis de Sousa. Después vino el licenciado Luis Muñoz. También un francés, el ilustre traductor de la Biblia Louis-Isaac Lemaistre de Sacy, escribió su vida: La Vie de Dom Barthélemy des martyrs, religieux de l'ordre de S. Dominique, archevesque de Brague en Portugal. : Tirée de son histoire écrite en espagnol et en portugais par cinq auteurs, dont le premier est le Père Louis de Grenade. Avec son esprit et ses sentiments pris de ses propores escrits. Nouvelle édition, Paris, Pierre Le Petit, 1664.
Fue declarado venerable por Gregorio XVI el 23 de marzo de 1845, y hubo que esperar al 7 de julio de 2001 para que se reconociera un milagro habido gracias a su intercesión, que lo condujo a su beatificación el 4 de noviembre de 2001 por Juan Pablo II. En 2019 fue canonizado por el Papa Francisco.

## Obras
Todas estas obras fueron muy reimpresas y traducidas:
- Compendium spiritualis doctrinae ex variis sanc. Patrum sententiis magna ex parte collectum (Lisboa, 1582)
- Stimulus pastorum ex gravissimis sanct. Patrum sententiis concinnatus, in quo agitur de vita et moribus episcoporum aliorumque praelatorum (Roma, 1564)
- Catechismo ou Doutrina christiana (Lisboa, 1562).